# Scuticaria
Scuticaria es un género de morenas de la familia Muraenidae.

## Especies
- Scuticaria okinawae (Jordan & Snyder, 1901)
- Scuticaria tigrina (Lesson, 1828)